# 1,2-ciclooctanodiol
El 1,2-ciclooctanodiol o ciclooctano-1,2-diol es un diol alifático de fórmula molecular C8H16O2.
Su estructura corresponde a un anillo de ciclooctano con dos grupos hidroxilo (-OH) en posiciones contiguas, por lo que es un diol vecinal. Dependiendo de la distribución espacial de los dos hidroxilos respecto al anillo, se distinguen dos esteroisómeros de este compuesto, cis y trans.

## Propiedades físicas y químicas
El 1,2-ciclooctanodiol es un sólido de color blanco o amarillo pálido. Su punto de fusión es 31 °C y su punto de ebullición 264 °C (cifra estimada); a una presión de solo 1 mmHg hierve a 102 °C. 
Posee una densidad superior a la del agua, 1,080 g/cm³.
El valor aproximado del logaritmo de su coeficiente de reparto, logP ≃ 1,3, implica una solubilidad mayor en disolventes apolares que en agua.
En cuanto a su reactividad, este compuesto es incompatible con agentes oxidantes.

## Síntesis y usos
Se puede sintetizar 1,2-ciclooctanodiol por oxidación de cicloocteno con hipoclorito de sodio. El producto resultante, cis-1,2-ciclooctanodiol, se separa mediante extracción con éter. El rendimiento, calculado en función del hipoclorito consumido, es del 89%.
Esta oxidación también puede llevarse a cabo con tetróxido de osmio, bien utilizando el ion hexacianoferrato (III) como cooxidante, o bien con N-óxido de N-metilmorfolina en acetonitrilo y agua.
Si el oxidante es peróxido de hidrógeno, el catalizador [Ru (Me3tacn) Cl3] (donde Me3tacn = N,N',N''-trimetil-1,4,7-triazaciclononano), y se añaden Al2O3 y NaCl como aditivos, el rendimiento de la reacción alcanza el 92%.
La escisión oxidativa del 1,2-ciclooctanodiol con oxígeno (O2) en presencia de Ru(PPh3)3Cl2/C en trifluorotolueno produce 1,8-octanodial; con una temperatura de 60 °C y un tiempo de reacción de 15 horas el rendimiento llega al 76%.
Asimismo, se puede elaborar 2-hidroxiciclooctan-1-ona a partir de este diol mediante oxidación selectiva con ácido dibromoisocianúrico (DBI) o Br2, actuando como catalizador dicloruro de dimetilestaño (IV).
Por otra parte, se ha estudiado la reacción de los dos isómeros del 1,2-ciclooctanodiol con cloruro de oxalilo en presencia de trietilamina: mientras que para el isómero cis el producto resultante mayoritario es el oxalato cíclico, para el isómero trans lo es el carbonato cíclico.
Este último isómero se usa para sintetizar derivados diarilcicloalquílicos utilizados como fármacos para reducir el nivel de triglicéridos y que tienen un efecto favorable en el metabolismo de lípidos y carbohidratos. Estos derivados son de aplicación en el tratamiento de síndrome metabólico, dislipidemia y diabetes tipo II.

## Isómeros
Los siguientes dioles son isómeros del 1,2-ciclooctanodiol:
- 1,5-ciclooctanodiol
- 1,4-ciclohexanodimetanol
- 2,2,4,4-tetrametil-1,3-ciclobutanodiol